# Андреас Міхалакопулос
Андреас Міхалакопулос (грец. Ανδρέας Μιχαλακόπουλος; 17 травня 1876 — 7 березня 1938) — популярний грецький ліберальний політик міжвоєнного періоду, прем'єр-міністр країни.

## Політична кар'єра
Був одним з лідерів Ліберальної партії та близьким другом її засновника, Елефтеріоса Венізелоса. Брав участь у підписанні Севрської та Лозаннської угод, а також був одним із підписантів грек-турецької дружньої конвенції 30 жовтня 1930 року.
Обіймав важливі посади в різних урядах Венізелоса, Заіміса і Цалдаріса: міністра закордонних справ (1928–1933), міністра економіки (1912–1916), міністра сільського господарства (1917–1918, 1920), військового міністра (1918).
Через опозицію диктатурі Іоанніса Метаксаса був відправлений у політичне вигнання до Пароса 1936 року.
Був похований на Першому афінському цвинтарі.